# Ghardaja
Ghardaja (arab. غرداية, berb. Taγerdayt) – miasto w północnej Algierii, na Saharze, w grupie oaz Mzab, ośrodek administracyjny prowincji Ghardaja. Około 110,7 tys. mieszkańców. Siedziba rzymskokatolickiej diecezji Laghouat.